# Cảnh Đan
Cảnh Đan (chữ Hán: 景丹, ? - 26), tên tự là Tôn Khanh, người Lịch Dương, Phùng Dực, là tướng lĩnh, khai quốc công thần nhà Đông Hán, một trong Vân Đài nhị thập bát tướng.

## Sự nghiệp
Nhà Tân dựa vào "Tứ khoa" (tức là Đức hạnh, Ngôn ngữ, Chánh sự và Văn học) để tuyển chọn nhân tài, Đan nhờ "Ngôn ngữ" mà được làm Cố Đức hầu (quốc) tướng, có tiếng là tài năng. Sau đó được thăng làm Sóc Điều liên soái phó nhị .
Canh Thủy đế lên ngôi (23), sai sứ đến Thượng Cốc, liên soái Cảnh Huống hàng, Đan được làm Thượng Cốc trưởng sử. Sau đó, Huống cùng bọn Đan lại quy thuận Lưu Tú. Ông được làm Thiên tướng quân, phong Phụng Nghĩa hầu. Đan lĩnh kỵ binh Ô Hoàn tinh nhuệ, trong thời gian đánh dẹp Vương Lang, bình định Hà Bắc lập được rất nhiều chiến công.
Hán Quang Vũ Đế lên ngôi (25), mượn lời sấm lấy Tôn Hàm làm Đại tư mã, các tướng đều không phục. Đế cho phép họ đề cử, Cảnh Đan và Ngô Hán được nêu tên. Đế cho rằng công lao của 2 người ngang nhau, nên lấy Hán làm Đại tư mã, Đan làm Phiêu kỵ đại tướng quân.
Năm sau (26), được phong Lịch Dương hầu. Mùa thu, cùng bọn Ngô Hán, Kiến uy đại tướng quân Cảnh Yểm, Kiến nghĩa đại tướng quân Chu Hỗ, Chấp kim ngô Giả Phục, Thiên tướng quân Phùng Dị, Cường nỗ tướng quân Trần Tuấn, Tả tào Vương Thường, Kị đô úy Tang Cung đánh dẹp quân nông dân Ngũ Hiệu ở Hà Nam, thu hàng 5 vạn người.
Bấy giờ, Tô Huống công phá Hoằng Nông, bắt sống Quận thú, áp sát Lạc Dương. Đan đang bệnh, nhưng Đế cho rằng ông là tướng cũ, ngay trong đêm gọi vào, sai đi gấp. Đan không dám từ chối, ôm bệnh đến quận, được mười mấy ngày thì mất. Con là Thượng kế tự.